# Papagaio-cinzento
O papagaio-cinzento (Psittacus erithacus), também conhecido como papagaio-do-congo, papagaio-unga-bunga ou papagaio-do-gabão, é um papagaio da família Psittacidae nativo da África subsaariana. O papagaio de Timneh (Psittacus timneh), antes uma subespécie de P. erithacus, é hoje considerado uma espécie independente. Fortemente explorados pelo mercado de animais de estimação e sujeitos à redução de habitat por desflorestamento exacerbado, os papagaios-cinzentos foram colocados na lista IUCN de animais ameaçados de extinção.

## Descrição

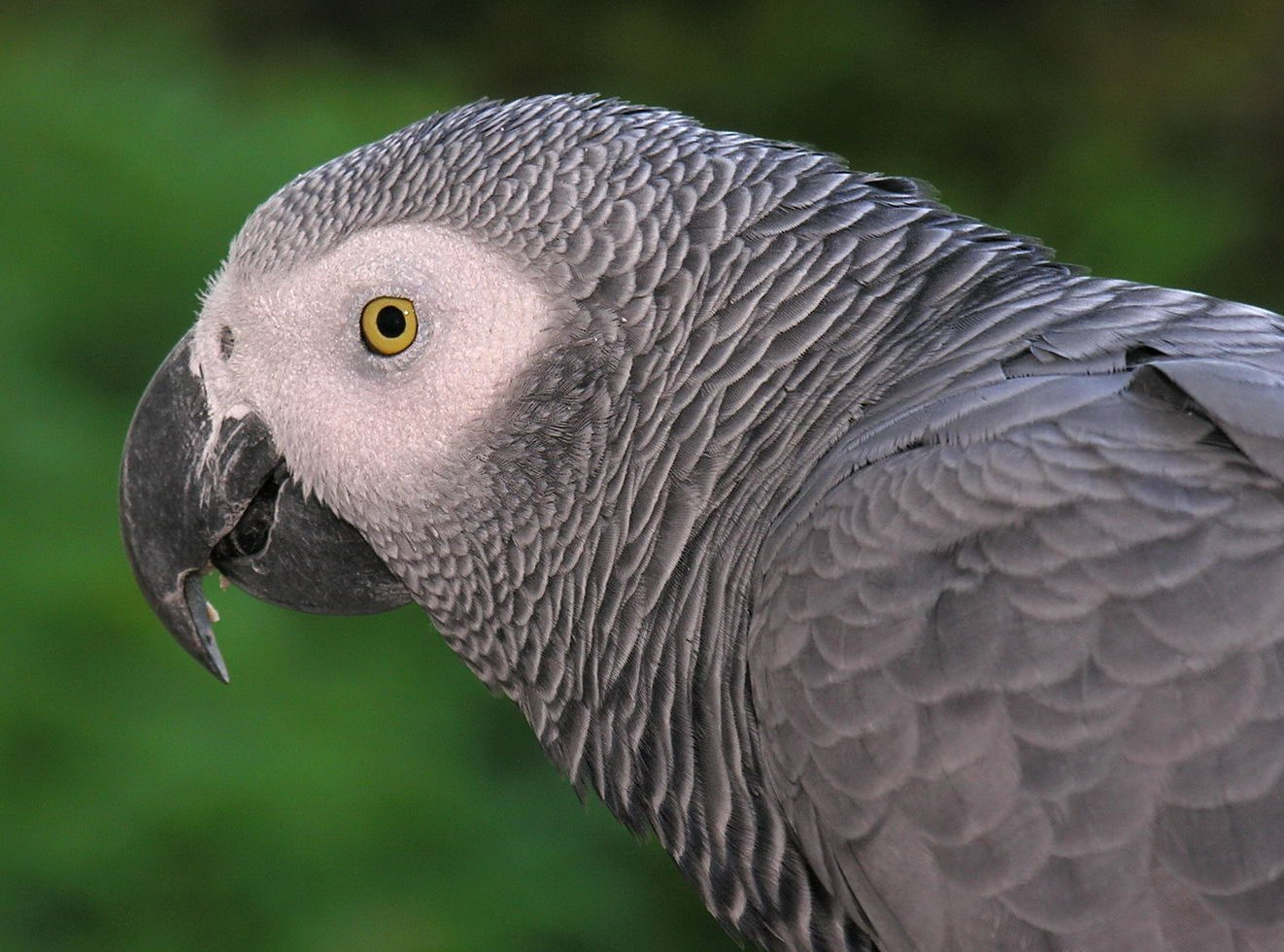
Detalhe da cabeça de um papagaio-cinzento adulto

O papagaio-cinzento é uma ave de tamanho mediano, com corpo predominantemente cinza claro e bico preto. Pesa tipicamente entre 410 e 530 gramas, com comprimento aproximado de 33 centímetros e uma envergadura de asa que chega a 52 centímetros. O cinza das penas é mais escuro na parte superior da cabeça e das asas, e as penas individuais tem bordas esbranquiçadas, resultando numa aparência mosqueada cinza e branca na cabeça e pescoço. As penas caudais são vermelhas. Devido à seleção artificial realizada por alguns criadores, pode-se encontrar em cativeiro espécimes parcial ou inteiramente vermelhos. Não há dimorfismo sexual em todos os indivíduos, mas em alguns casos o padrão de cores pode variar levemente entre machos e fêmeas. Os indivíduos jovens tem coloração semelhante à do adulto, mas apresentam olhos cinza-escuros ou pretos, em contraste com as íris amarelas que circundam os olhos de indivíduos maduros.
Os papagaios-cinzentos podem viver entre 40 e 60 anos em cativeiro; porém, sua expectativa de vida média na natureza parece ser mais curta, em torno de 23 anos.

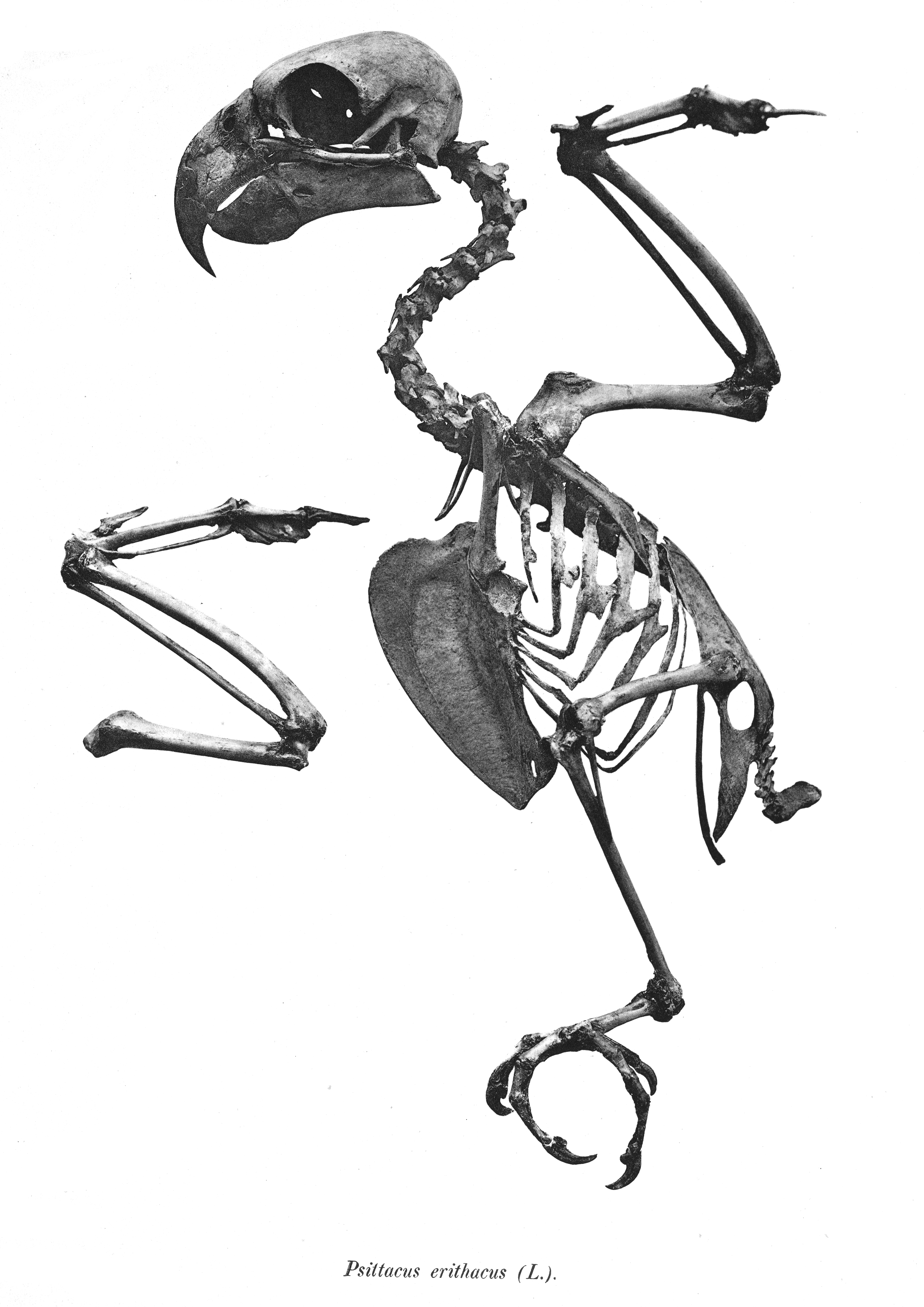
Esqueleto

### Variedades e mutantes
Na natureza há mutantes naturais entre os papagaios-cinzentos, como as variedades Blue  Ino (albino), um animal inteiramente branco; Incomplete Ino com pigmentação clara; e Blue, que tem as penas caudais brancas em vez de vermelhas.
A criação desta espécie em cativeiro acontece intensivamente, desde meados do século XIX, em países como África do Sul, Nova Zelândia e Escandinávia. Variedades criadas a partir destes programas de criação incluem: Red Pied, F2 Pied, Grizzles, Ino, Parino, Lutino, Cinnamon, e Red Factor. O criador sul-africano Von van Antwerpen e seu parceiro neozelandês Jaco Bosman entrecruzaram indivíduos da variedade F2 Pied para criar a variedade Red Factor, que pode apresentar  indivíduos de plumagem inteiramente vermelha. São animais raros, que variam de preço dependendo da porcentagem vermelho no corpo.

## Distribuição e habitat
O papagaio-cinzento é nativo da África equatorial, incluindo Angola, Camarões, República Democrática do Congo, Gabão, Costa do Marfim, Gana, Quênia e Uganda. A espécie é encontrada em uma faixa que vai do Quênia até a parte oriental da Costa do Marfim, incluindo ilhas oceânicas no Atlântico como São Tomé e Príncipe. Estimativas atuais de população global são incertas. No final da década de 1990 variavam entre 500 mil e 12 milhões de indivíduos na natureza, mas a intensa caça para a indústria de animais de estimação e a perda de habitat sugerem que os números atuais podem ser bem menores, havendo evidência de declínio populacional em todos os habitats da espécie. Papagaios-cinzentos parecem favorecer florestas tropicais densas, mas podem ser também encontrados em bordas de florestas e em outros tipos de vegetação, como savanas e florestas de galeria.
Um estudo das populações da espécie, publicado em 2015, concluiu que o papagaio-cinzento fora "virtualmente eliminado" do Gana, com declínio no número de indivíduos na região entre 90% e 99% desde 1992. Espécimes foram encontrados em apenas 10 de 42 áreas florestadas, e três áreas de procriação — que antes tinham entre 700 e 1200 indivíduos cada — somaram apenas 18 papagaios no total. Os moradores locais culpam o comércio ilegal de aves e a derrubada das florestas para obtenção de lenha pelo declínio. Em Camarões as populações parecem estar estáveis, enquanto no Congo estima-se que 15.000 indivíduos sejam removidos anualmente, destinados à indústria de animais de estimação. A cota oficial anual é de 5.000 animais.
O papagaio-cinzento escapou ou foi solto deliberadamente na Flórida (Estados Unidos), mas não há evidências de que a população introduzida esteja se reproduzindo naturalmente.

## Comportamento e ecologia

### Vocalização
Na natureza, papagaios-cinzentos são uma espécie altamente gregária e socialmente estruturada; já se observou agrupamentos de até 10.000 indivíduos, capazes de realizar juntos pequenas migrações sazonais em períodos de seca. Esse estilo de vida gregário favoreceu a evolução de vocalizações avançadas. Animais na natureza fazem sons bastante variados, de cliques a assobios passando pela imitação de outros animais e aves. Qualquer dono de um destes papagaios em cativeiro deve esperar ouvir imitações regulares de fornos de micro-ondas, telefones, despertadores, video-games e outros sons eletrônicos, assim como barulho de água pingando, cantos de outros pássaros locais e quaisquer outros sons recorrentes no ambiente onde o ele vive. São animais conhecidos inclusive por repetir profanidades ditas por um antigo dono, mesmo depois de muito tempo vivendo em um novo ambiente. Os papagaios-cinzentos conseguem imitar — e distinguir dentre — as várias vozes humanas que ouvem no dia-a-dia, habilidade talvez relacionada com o fato que, em seu ambiente natural, usarem sons de alarme distintos para alertar o grupo sobre diferentes tipos de predadores.
Em um experimento para testar as capacidades vocais destas aves, quatro indivíduos criados em cativeiro foram colocados em um aviário. Ao longo do dia, os quatro passavam algum tempo em uma sala de brinquedos e tinham contato regular com os humanos que cuidavam deles. Os sons que os papagaios podiam ouvir consistiam de cantos de canários do laboratório, pessoas fazendo faxina, portas rangendo, etc. Ao longo dos três anos seguintes, os quatro indivíduos fizeram mais de 50.000 vocalizações. O resultado é interessante: em vez de apenas imitar com precisão os sons ambientais a que estavam expostos, como seria esperado, os quatro animais também fizeram vocalizações semelhantes às de outros de sua espécie em cativeiro, com quem nunca tiveram contato, e também vocalizações típicas de papagaios-cinzentos selvagens.

### Reprodução
Papagaios-cinzentos são monogâmicos, e fazem seus ninhos em cavidades de árvores entre 10 e 30 metros do chão. Apesar de serem altamente gregários, durante a nidificação geralmente os casais são solitários, mas podem acontecer ocasionalmente pequenos agrupamentos de casais. Há poucos detalhes sobre o ritual de cortejo da espécie na natureza, mas machos foram observados realizando voos de exibição para as fêmeas. Em cativeiro, os machos foram observados alimentando as fêmeas logo após a cópula, e ambos os sexos realizam uma dança de acasalamento, rebaixando e elevando suas asas ritmicamente. Cada casal precisa de uma árvore exclusiva para nidificar. A fêmea desova entre três e cinco ovos e os encuba por trinta dias. Durante o período de incubação o macho traz alimento para sua parceira, e guarda a área no entorno do ninho.

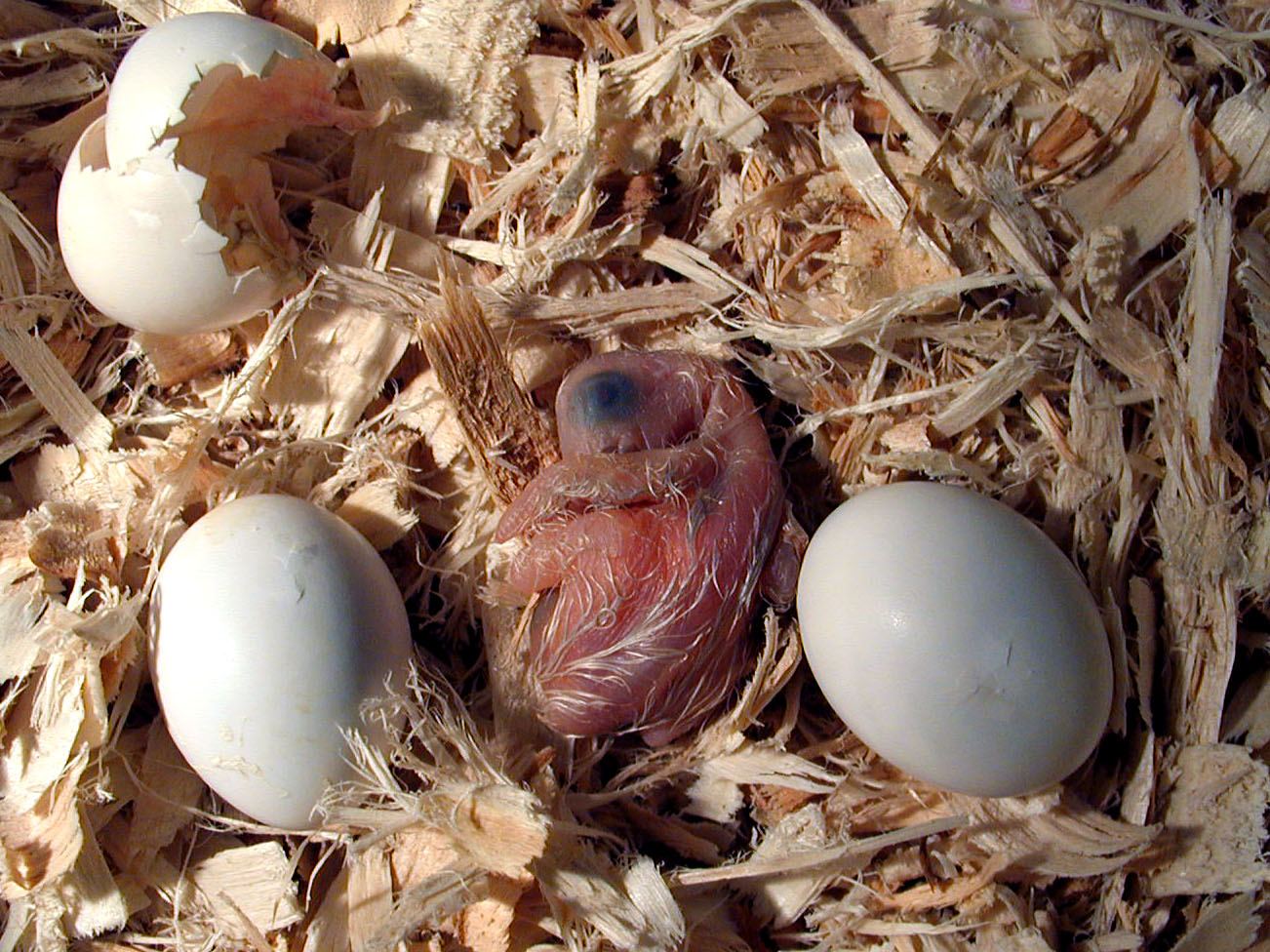
ovos e filhote recém eclodido
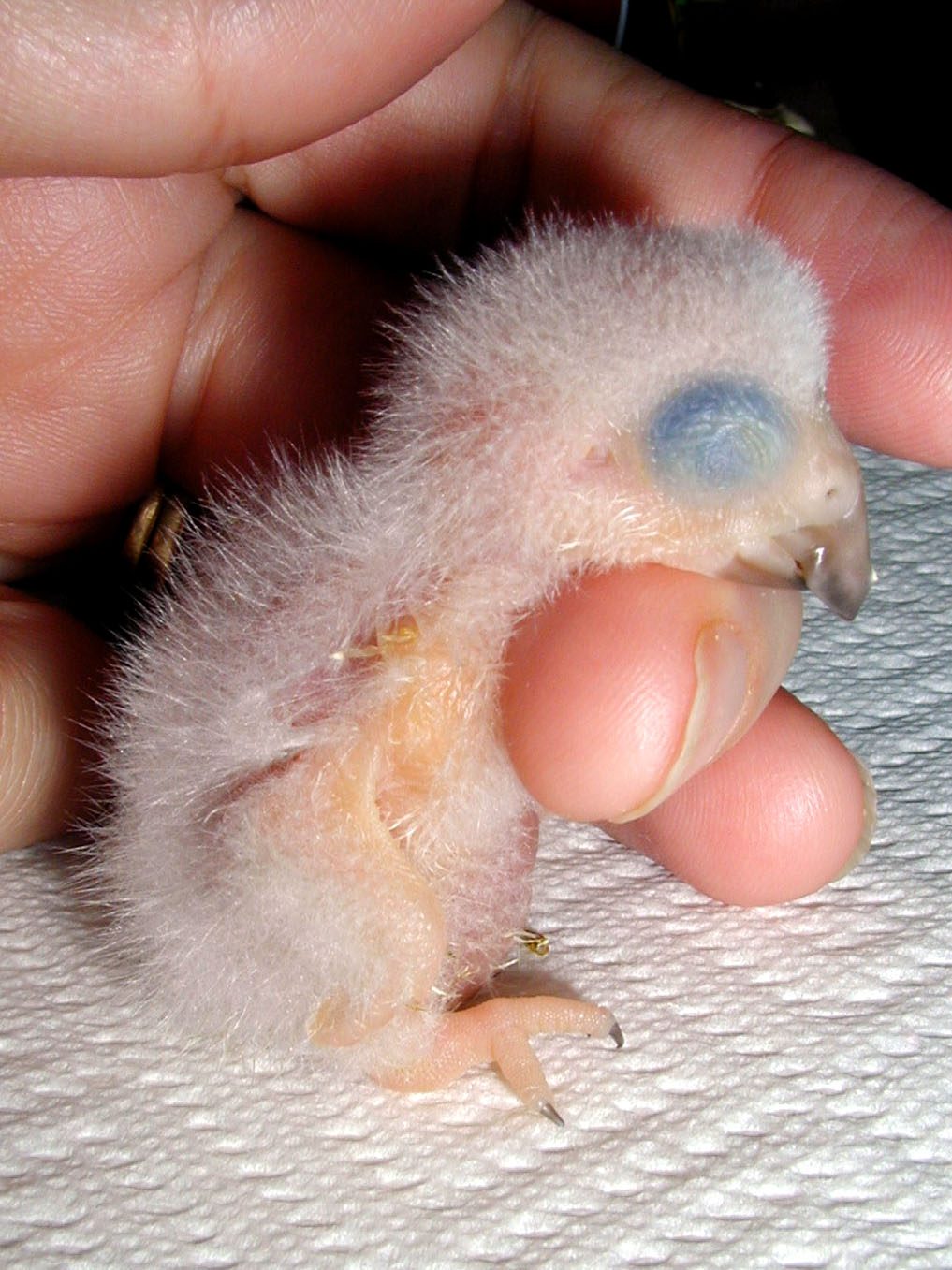
filhote (1 dia)
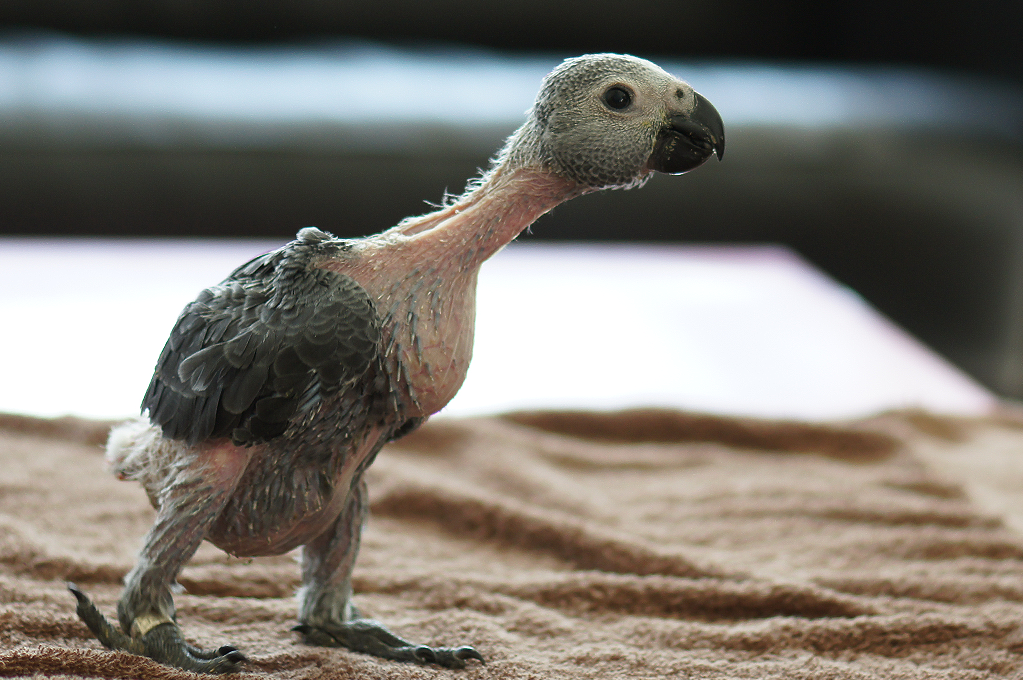
juvenil (6 semanas)
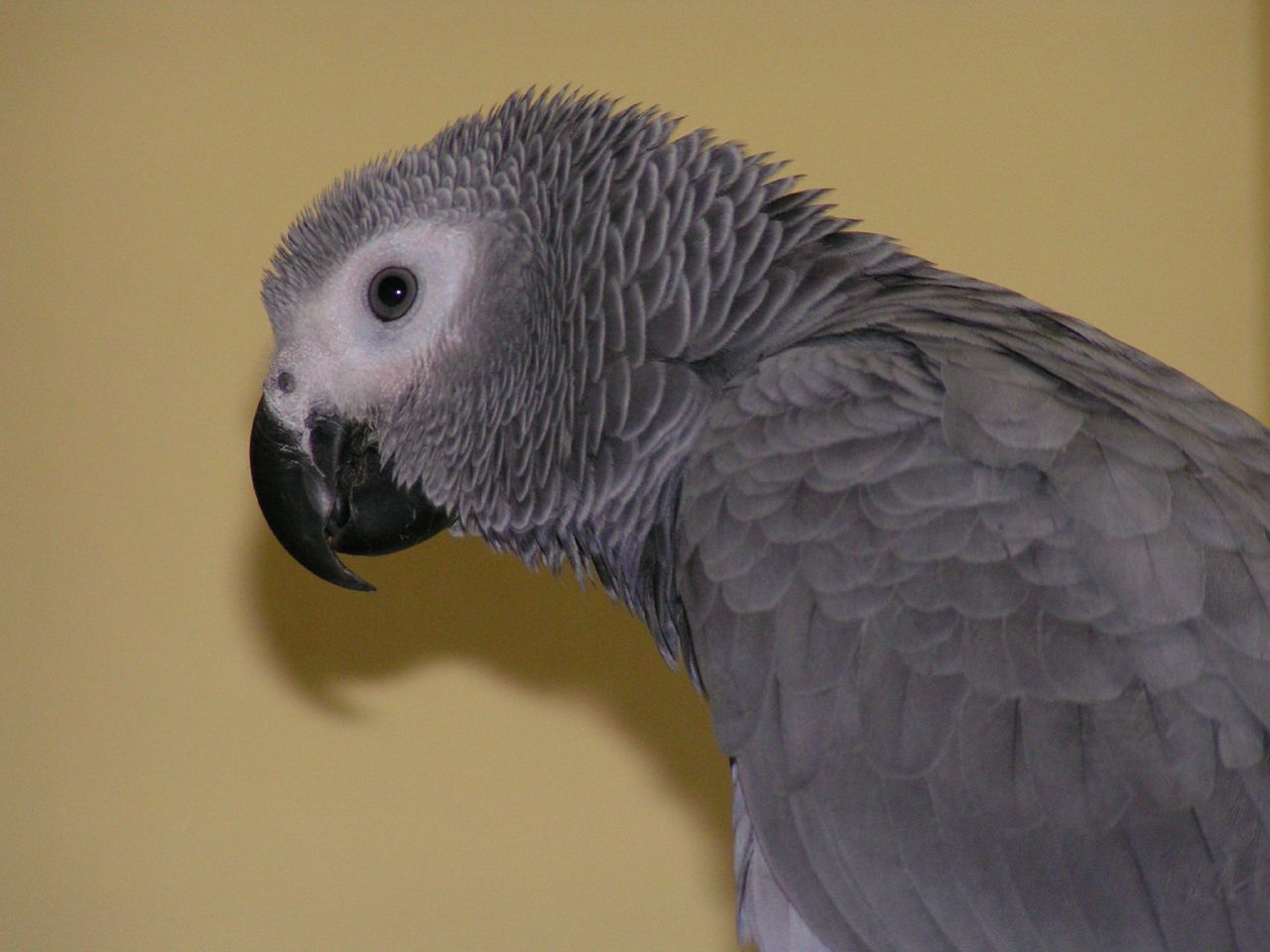
juvenil com íris cinza-escuro visível

Filhotes de papagaios-cinzentos são altriciais, ou seja, necessitam de alimentação e cuidados parentais no ninho para sobreviverem. Após a eclosão dos ovos, os dois adultos cuidam dos filhotes por quatro ou cinco semanas após o desenvolvimento de penas de voo. Os papagaios juvenis deixam o ninho com aproximadamente doze semanas de idade, após ganharem até meio quilograma de massa corporal através do cuidado parental — nascem com 12-14 gramas e deixam o ninho com 370-520 gramas.

### Dieta

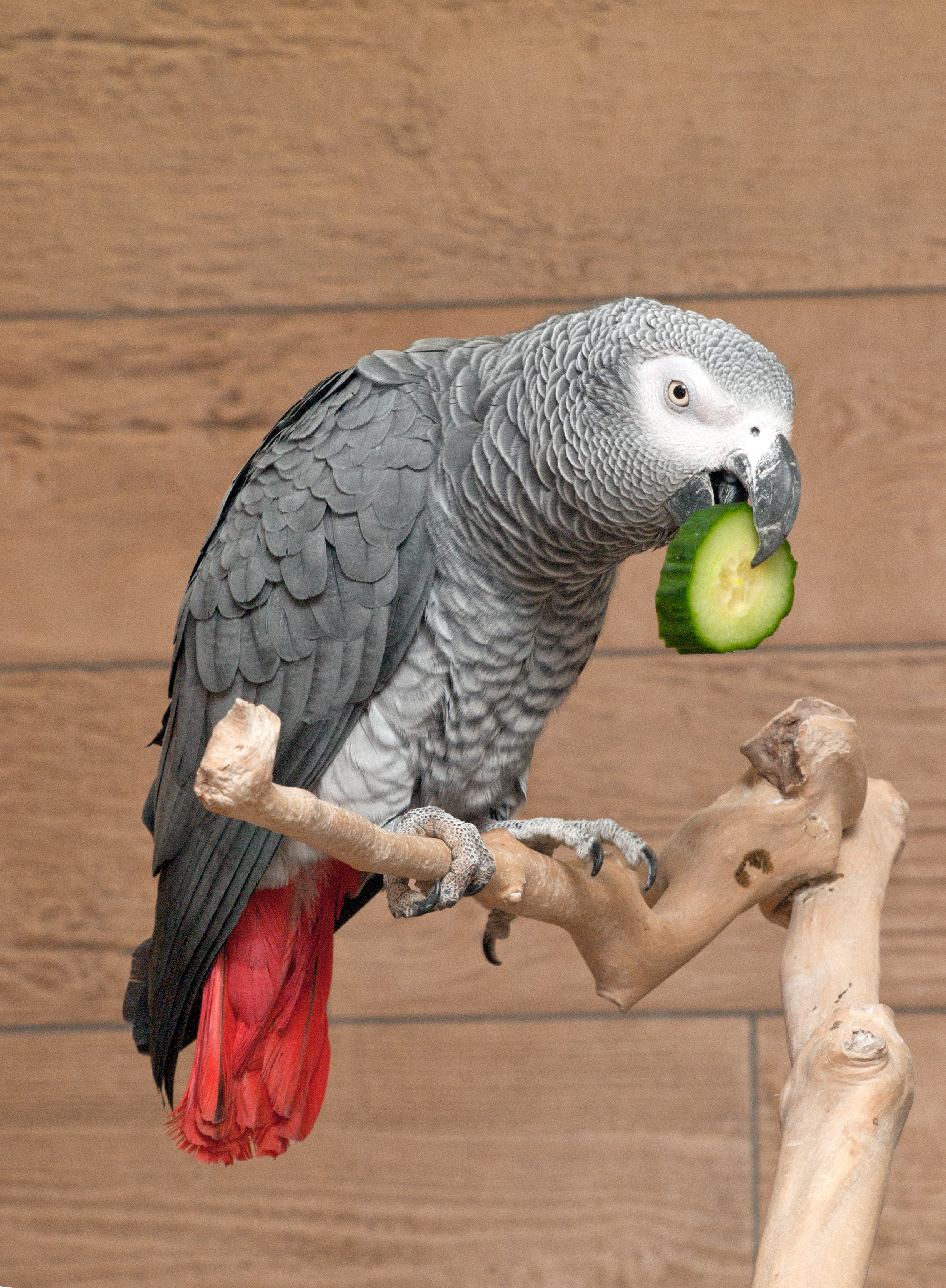
Um papagaio-cinzento em cativeiro comento uma fatia de pepino

Papagaios-cinzentos são principalmente frugívoros; se alimentam em grupos de algumas dezenas, e a maior parte de sua dieta consiste em frutas, sementes e nozes. Preferem frutos de palmeiras, mas também comem flores, as cascas de algumas árvores, insetos e caramujos. Na natureza, passam uma parte do tempo se alimentando no chão da floresta. Em cativeiro aceitam ração específica para psitacídeos e uma variedade de frutas, incluindo peras, laranjas, romãs, maçãs e bananas. Comem também vegetais como cenouras, batatas-doces cozidas, aipo, couve, ervilhas e vagens. Apesar de serem pouco exigentes para comer em cativeiro, estes animais estão sujeitos a uma variedade de deficiências alimentares com dietas pouco balanceadas, como deficiências de vitaminas, cálcio e outros micronutrientes, que podem levar a obesidade, doenças crônicas e convulsões. Em cativeiro é importante que recebam uma dieta variada, incluindo frutas secas, sementes, verduras verde-escuras ricas em cálcio e rações industrializadas com suplementação vitamínica.

## Conservação
Os predadores naturais desta espécie incluem o abutre-do-coconote e várias espécies de aves de rapina, além de primatas arborícolas que roubam ovos e filhotes dos ninhos. Em cativeiro, papagaios-cinzentos são vítimas frequentes de infecções fungais e bacterianas, insuficiências nutricionais, tumores malignos, doença de bico e penas de psitacídeos (PBFD), teníases e verminoses.
Humanos são, por excelência, a maior ameaça para as populações selvagens de papagaios-cinzentos. Entre 1994 e 2003, mais de 350.000 indivíduos foram comercializados no mercado internacional de animais silvestres, com até 21% da população sendo extraída anualmente da natureza. As taxas de mortalidade são extremas entre a captura e a venda ao consumidor final, chegando a dois terços do número total capturado. A espécie é também caçada como alimento e para uso de partes do corpo em medicinas tradicionais.
Com a combinação da alta taxa de captura destes animais silvestres e o aumento da destruição de habitat, esta espécie está sofrendo um rápido declínio na natureza. Por isso, a União Internacional para a Conservação da Natureza designou os papagaios-cinzentos como ameaçados de extinção. Em outubro de 2016 a Convenção sobre o Comércio Internacional das Espécies da Fauna e da Flora Silvestres Ameaçadas de Extinção (CITES) listou esta espécie no apêndice 1, o nível mais alto de proteção, tornando o comércio doméstico e global de P. erithacus efetivamente ilegal.

## Relação com humanos
Estes animais são comuns em cativeiro, sendo comumente mantidos como animais de estimação. Sua capacidade de imitar com maestria a fala humana, acima da média entre os psitacídeos, faz do papagaio-cinzento um dos pets mais populares entre as aves: em 2008 um espécime de estimação no Japão, chamado Yosuke, foi devolvido ao dono após repetir seu nome e endereço completos.
Eles são notórios por imitar sons do seu ambiente imediato e usá-los incessantemente. Apesar de serem animais altamente inteligentes, precisam de enriquecimento ambiental e interação social constante em cativeiro, sem as quais podem desenvolver sintomas de estresse, incluindo arranque compulsivo de penas. Mesmo com esses cuidados, sua natureza sensível os deixa passíveis de sofrerem distúrbios de comportamento típicos de aves em cativeiro, incluindo tiques, ciúmes obsessivos do(a) dono(a) e agressividade excessiva com outros animais. Isolamento social é um dos principais causadores de stress nesses animais, e surpreendentemente pode até causar encurtamento dos telômeros, resultando em envelhecimento precoce.
Papagaios-cinzentos apresentam altíssima inteligência, tendo demonstrado um nível cognitivo equivalente ao de uma criança de 4 a 6 anos em algumas tarefas. Experimentos recentes mostram que eles são capazes de aprender sequências numéricas e associar vozes humanas com as respectivas faces com facilidade. Um indivíduo da espécie ganhou especial notoriedade por suas capacidades cognitivas e simpatia. Alex, um macho da espécie que foi comprado filhote como animal de estimação pela etologista Irene Pepperberg, acabou se tornando seu principal objeto de estudo. Através de uma técnica de ensino social, que forçava o animal a observar o comportamento de um humano recebendo itens atraentes após completar tarefas simples, a pesquisadora ensinou Alex a reconhecer e utilizar mais de 100 palavras, incluindo conceitos de categorias complexos como formas geométricas, cores e texturas. Alex era capaz de diferenciar um triângulo verde de um triângulo azul ou um quadrado vermelho de um círculo vermelho, feitos que eludem crianças pequenas e grandes primatas. Seu feito mais impressionante foi criar um vocábulo novo. Os pesquisadores apresentaram uma maçã ao papagaio e propositalmente não o ensinaram o nome da fruta; Alex cunhou sozinho o nome banerry, conjunção de BANana e chERRY, frutas do seu cotidiano que apreciava.
Os resultados obtidos com as pesquisas de Pepperberg causaram tal impacto na esfera pública que o jornal estadunidense The New York Times chegou a publicar um obituário para Alex, avianparotforsale quando da sua morte em 2007.